# Băneasa (gmina w okręgu Gałacz)
Băneasa – gmina w Rumunii, w okręgu Gałacz. Obejmuje miejscowości Băneasa i Roșcani. W 2011 roku liczyła 1825 mieszkańców. 